# Gervasio
Gervasio  è un nome proprio di persona italiano maschile.

## Varianti
- Maschili: Gervaso[3][4]
- Femminili: Gervasia[4], Gervasa[4]

### Varianti in altre lingue
- Basco: Kerbasi[5]
- Catalano: Gervàs[5], Gervasi[5]
- Francese: Gervais[2][3][4][6]
  - Femminili: Gervaise[7]
- Galiziano: Xervasi[5]
- Inglese: Gervase[2], Gervais[8], Jarvis[8][9]
- Latino: Gervasius[1][2][4]
- Polacco: Gerwazy[2]
- Portoghese: Gervásio[2]
- Spagnolo: Gervasio[2][5]
- Tedesco: Gervas
- Ungherese: Gerváz

## Origine e diffusione
Continua il nome tardo latino Gervasius, dall'origine sostanzialmente ignota; spesso viene considerato un nome germanico, composto da due radici di cui la prima sarebbe indubbiamente gêr (da *gaiz-, "lancia", "giavellotto", da cui anche Gerlando, Geltrude, Gerardo, Giraldo e Ruggero). Sulla seconda si sono fatte numerose ipotesi, tra cui wasjan ("vestire"), *wesu ("buono"), hwas ("acuto") oppure vas ("servo", lemma di origine celtica, quindi "che serve con la lancia"); vista quest'ultima radice, vi è anche chi ha suggerito un'origine gallica.
Tuttavia è rilevante notare che la prima attestazione del nome è con san Gervasio, il martire milanese le cui spoglie furono scoperte da sant'Ambrogio assieme a quelle del gemello Protasio, morto forse nel III secolo o al massimo all'inizio del IV: è poco probabile che a quell'epoca vi fosse un uomo con un nome germanico a Milano, e del resto i nomi dei due santi sono chiaramente rimati, adatti ad essere portati da due gemelli. Essendo quindi che il nome Protasio è greco, anche per Gervasio si potrebbe presumere una derivazione simile, da vocaboli come γηρύω (gheruo, "celebrare") oppure γεραιός (geraios, "vecchio"). Tuttavia questa ipotesi rimane non verificabile tanto quanto quella germanica.
Il nome, assai comune anticamente nel Bel Paese come dimostra la presenza di numerosi cognomi derivati, è meno diffuso nell'italiano moderno; negli anni 1970 se ne contavano comunque circa milleseicento occorrenze, distribuite in tutta la penisola ma accentrate in Lombardia, chiaro riflesso del culto verso il santo succitato.
In Inghilterra il nome venne introdotto dai Normanni durante il Medioevo, dove diede origine a varie forme vernacolari da cui sono nati alcuni cognomi. Uno di questi, Jarvis, è stato ripreso a sua volta come nome a partire dal XVIII secolo.

## Onomastico
L'onomastico si festeggia il 19 giugno in memoria di san Gervasio di Milano. Con questo nome si ricordano anche, alle date seguenti:
- 1º marzo, san Gervasio, martire a Baiona[1]
- 6 luglio, san Gervasio, diacono di Le Mans, martirizzato durante il ritorno da un pellegrinaggio a Roma[1][11]
- 7 agosto, san Gervasio, vescovo di Besançon[1]
- 20 agosto beato Gervais-Protais Brunel, sacerdote, uno dei martiri dei pontoni di Rochefort[10].

## Persone

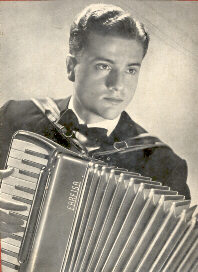
Gervasio Marcosignori

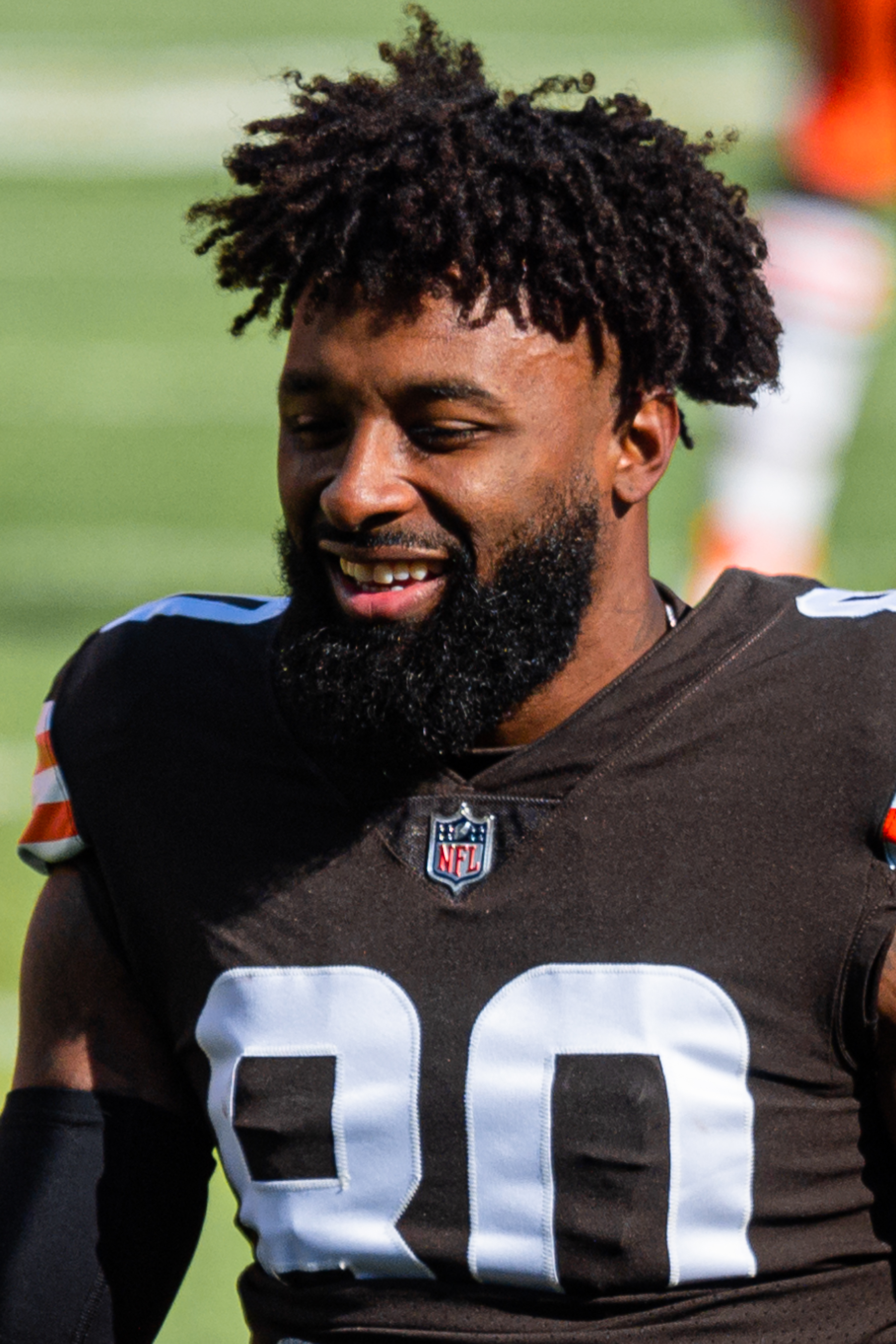
Jarvis Landry

- Gervasio di Canterbury, monaco cristiano e scrittore inglese
- Gervasio di Bazoches, principe di Galilea e signore di Tiberiade
- Gervasio di Tilbury, giurista, politico e scrittore inglese
- Gervasio Bitossi, generale italiano
- Gervasio Deferr, ginnasta spagnolo
- Gervasio de Persona, Giustiziere di Capitanata, signore di Mottola e Ceglie Messapica
- Gervasio Antonio de Posadas, politico argentino
- Gervasio Gestori, vescovo cattolico italiano
- Gervasio Marcosignori, fisarmonicista italiano
- Gervasio Núñez, calciatore argentino

### Variante Jarvis
- Jarvis Cocker, cantautore e musicista britannico
- Jarvis Hayes, cestista statunitense
- Jarvis Landry, giocatore di football americano statunitense
- Jarvis Moss, giocatore di football americano statunitense
- Jarvis Varnado, cestista statunitense

### Altre varianti
- Gervais Banshimiyubusa, arcivescovo cattolico burundese
- Gervase Elwes, tenore inglese
- Gervase Markham, poeta e scrittore inglese
- Gervaso di Rethel, nobile e arcivescovo cattolico francese

## Il nome nelle arti
- Gervaso è un personaggio del romanzo di Alessandro Manzoni I promessi sposi.
- Gervasio era un personaggio di Carlo Peroni apparso sull'albo settimanale a fumetti Jolly, edito da il Vittorioso.
- Gervaso Evasi è un personaggio della serie televisiva Mario.